# Otto van Hessen
Otto van Hessen (circa 1301 - Wolmirstedt, 30 april 1361) was van 1327 tot aan zijn dood aartsbisschop van Maagdenburg. Hij behoorde tot het huis Hessen.

## Levensloop
Otto was de tweede zoon van landgraaf Otto I van Hessen en Adelheid van Ravensberg, dochter van graaf Otto III van Ravensberg. Hij werd bestemd voor een kerkelijke loopbaan en werd kanunnik in Münster, Paderborn en Keulen.
In 1325 werd Burchard III van Schraplau, de aartsbisschop van Maagdenburg, vermoord door Maagdenburgse burgers. Vervolgens werd de stad Maagdenburg geëxcommuniceerd en in de rijksban geplaatst. Nadat Otto tot aartsbisschop van Maagdenburg verkozen was en op 8 augustus 1327 gewijd werd, wist hij deze straffen op te heffen, waarna hij op 26 april 1333 door de stadsraad en de burgers van Maagdenburg gehuldigd werd. Ook sloot hij vrede met het markgraafschap Brandenburg, waarmee het aartsbisdom Maagdenburg jarenlang een grensconflict voerde. Bovendien kon hij het aartsbisdom uitbreiden tot aan de stad Sandau. Tijdens zijn bewind werd Maagdenburg eveneens getroffen door twee pestepidemieën en door een opstand van de plaatselijke adel. Deze opstand kon uiteindelijk onderdrukt worden door een alliantie van de domkapittel en de stadburgers van Maagdenburg. 
In 1361 stierf Otto van Hessen, waarna hij werd bijgezet in de Dom van Maagdenburg. 
- Gemeinsame Normdatei: 128868619
- Virtual International Authority File: 50291011
- WorldCat: E39PBJv8HG4D6b39Ymm6yGJJjC